# Monografie napoletane vol. 8 Mario Merola
Monografie Napoletane vol. 8 è una raccolta di Mario Merola.

## Descrizione
È il secondo dei tre volumi dedicati al cantante e attore italiano Mario Merola. I tre volumi racchiudono alcuni tra i suoi più grandi successi, gli altri volumi sono il 7 e il 9.
Monografie napoletane vol. 8 è un album che fa parte di una raccolta chiamata Monografie napoletane, tale raccolta è composta da diversi CD dedicati e contenenti brani di vari artisti della canzone classica napoletana, tra cui; Sergio Bruni, Mario Merola, Mario Abbate, Angela Luce, Aurelio Fierro, Mario Trevi, Fausto Cigliano, Nino Taranto, Claudio Villa, Giulietta Sacco, Mirna Doris, Pino Mauro e altri. Gli album dedicati a Mario Merola sono tre con un totale di 44 brani racchiusi nei volumi 7, 8 e 9. La produzione della Bideri inizia nel 2002, l'album viene stampato e distribuito nel 2003 dalla Duck Record s.r.l.

## Tracce
1. Guapparia – 3:48 (L. Bovio - R. Falco)
2. 'A Legge – 2:26 (P. Vento - E. A. Mario)
3. Licenza 'e Carcerato – 4:28 (R. Mallozzi - E. Alfieri)
4. Mafia e Camorra – 3:03 (V. Annona - V. Di Domenico)
5. 'O Masto – 3:09 (A. Petrucci - V. De Caro - C. Mammone - S. Palligiano)
6. Napoli Serenata Calibro 9 – 2:21 (R. Mallozzi - E. Buonafede)
7. 'O Sgarro – 2:48 (A. Rispoli - C. Marigliano - V. Di Domenico - A. Esposito)
8. L'Urdema Guapparia – 3:20 (G. Pisano - G. Cioffi)
9. Amico Permettete – 3:32 (A. Rispoli - G. Marigliano - V. Di Domenico)
10. 'A Camorra – 3:35 (V. Annona - A. Esposito)
11. 'O Capo – 2:19 (G. Esposito - V. Di Domenico)
12. Carcerato – 4:12 (G. Pisano - G. Cioffi)
13. 'O Criminale – 2:14 (V. Annona - V. Di Domenico)
14. Curtiello cu Curtiello – 2:55 (G. Esposito - V. Di Domenico)
15. Dduje Core e 'Nu Curtiello – 3:05 (Marigliano - V. Di Domenico)
16. Natale Ngalera – 3:23 (P. Gallifuoco - V. Acampora)